# Great Faringdon
Great Faringdon är en civil parish i Vale of White Horse i Storbritannien. Den ligger i grevskapet Oxfordshire och riksdelen England, i den södra delen av landet, 100 km väster om huvudstaden London. Orten har 7 121 invånare (2011).